# Mike Scott (koszykarz ur. 1988)
James Michael „Mike” Scott (ur. 16 lipca 1988 w Chesapeake) – amerykański koszykarz występujący na pozycji skrzydłowego.
23 lutego 2017 został wytransferowany wraz z prawami do Cenka Akyola oraz zobowiązaniami gotówkowymi do Phoenix Suns w zamian za chrioniony wybór z top-55 II rundy draftu 2017. Następnego dnia został zwolniony. 7 lipca 2017 podpisał umowę z Washington Wizards.
9 lipca 2018 został zawodnikiem Los Angeles Clippers.
6 lutego 2019 trafił w wyniku wymiany do Philadelphia 76ers.

## Osiągnięcia
Stan na 25 września 2021, na podstawie, o ile nie zaznaczono inaczej.
NCAA
- Uczestnik turnieju NCAA (2012)
- Zaliczony do:
  - I składu:
  - ACC (2012)
  - turnieju Paradise Jam (2012)
  - III składu All-American (2012 przez Sporting News)